# 비밀의 화원 (1993년 영화)
비밀의 화원(영어: The Secret Garden)은 미국에서 제작된 아그네츠카 홀란드 감독의 1993년 드라마, 가족 영화이다. 케이트 메이벌리 등이 주연으로 출연하였고 프레드 퍼치스 등이 제작에 참여하였다.

## 출연

### 주연
- 케이트 메이벌리
- 헤이든 프로우즈
- 앤드류 노트
- 존 린치
- 로라 크로슬리

### 조연
- 매기 스미스

## 제작진
- 원작자: 프랜시스 호지슨 버넷